# Santuario de Sidi Bel Abbas
No confundirlo con el Santuario de Sidi Bel Abbas en Marrakesh
El santuario  o morabito de Sidi Bel Abbas es un sitio santo musulmán  localizado en el enclave español de Ceuta en África del norte, en la plaza  El Usa . La estructura fue construida para conmemorar al santo marroquí  Abu al-Abbas as-Sabti. del siglo XII

## Incendio de 2006
Esta estructura fue  quemada por partidos desconocidos en abril de 2006. En general, se creía que esta acción se había cometido como un acto antimusulmán, en particular porque en 2005-2006 se produjeron varios otros ataques contra centros religiosos musulmanes en España. .
Sin embargo, otros han planteado la hipótesis de que el santuario fue quemado por elementos salafistas, que objetan doctrinalmente la veneración de cualquier humano.
En círculos policiales se considera que la quema del morabito está motivada por los grupos radicales islamistas que rechazan la veneración que en el Islam popular (especialmente en el Magreb) se ofrece a los restos de musulmanes piadosos que han alcanzado una consideración similar a la de los santos católicos.